# أليكس زايدل
أليكس سايدل (بالألمانية: Alex Seidel)‏ (4 يوليو 1909 – 24 أكتوبر 1989)، صانع أسلحة ألماني وأحد المؤسسين المشاركين لشركة هكلر آند كوخ، إلى جانب ثيودور كوخ وإدموند هكلر.
في 28 ديسمبر 1949، أعاد الرجال الثلاثة بناء الشركة تحت اسم هكلر آند كوخ، مستندين إلى الإرث الصناعي لشركة هكلر وشركاه، ليصبحوا من أبرز المصنعين للأسلحة النارية الحديثة.